# いなべ探訪
いなべ探望（いなべたんぼう）は、三重県いなべ市、員弁郡東員町、三重郡菰野町の各一部地域を放送区域とするいなべエフエムおよびミュージックバードで放送されていたラジオ番組である。

## 概要
主に三重県いなべ市の、イベントなどの情報を紹介する生放送のラジオ番組である。2019年7月20日で5周年を迎えた。
2015年10月7日よりミュージックバードを通じて、毎週水曜日2:00からコミュニティ放送局でも放送されていたが、本放送とタイムラグが生じていた（遅れネット）。なお、いなべエフエムでもほかの曜日のこの時間帯は全国のコミュニティFM制作の番組をミュージックバード経由ゾーンとして放送している。
いなべエフエムで生放送をしながら、全国放送用の収録も行う。
いなべエフエムでは、日曜正午～13:00、日曜16:00～17:00（再放送）に放送されていた。
｢いなべエフエム86.1｣のジングルを挟みつつ、いなべ市のイベント情報やリスナーからのメッセージを織り交ぜ、曲を1～2フレーズかけて、番組を進行している。番組内には｢いなべ探訪｣というコーナーがあり、山本が見つけた、いなべ市のとっておきの情報を紹介している。
メッセージ・番組でかかるリクエスト曲は、スタッフの事情により生放送のみメールフォーム・FAXで可能であった。
いなべエフエムでは2020年3月29日、ミュージックバードでは同年4月1日（同年3月31日深夜）の放送をもって順次終了した。

## 番組の進行
※各ブロックにBGMが変わる。
- 番組開始後すぐに｢いなべFM86.1｣のジングルが入る。
- パーソナリティ2名によるタイトルコール。短いBGMがかかる。その後はフリートーク（いなべ市や季節の話題について）を展開する。
- 曲が流れ、山田による楽曲紹介後、｢いなべFM86.1｣のジングルがかかる。
- （コーナー1）『いなべ市イベント情報』

山本が、放送時期にいなべ市で開催されるイベントの開催告知を行う。イベントに合わせて、山田と山本のトークが展開される。ただし、ミュージックバードの放送では、タイムラグにより既にイベントが終了されている場合もある。
- 曲が流れ、山田による楽曲紹介後、｢いなべFM86.1｣のジングルが入る。
- BGMが変わり、オープニング時より長めのフリートーク（いなべ市の季節の話題・山本の趣味について）を展開する。
- 曲が流れ、山田による楽曲紹介後、｢いなべFM86.1｣のジングルがかかる。
- （コーナー2）『いなべレポート』

山本が見つけたいなべ市の話題・イベント、山本がいなべ市で生活するなかでの出来事などを話す。
- 曲が流れ、山田による楽曲紹介後、｢いなべFM86.1｣のジングルがかかる。
- 『トントン（音が高いBGMが2回鳴る）』から、BGMが流れ始める。生放送中にリスナーから投稿されたメッセージを紹介する。投稿内容に合わせて、フリートークを展開する。

- 収録放送の場合のみ、曲が流れる。
- ｢86.1いなべFM｣というジングルが流れる。
  - メッセージが多い場合は連続してリスナーからの投稿を紹介する。メッセージが無い場合はパーソナリティがフリートークをする。

- 曲が流れ、山田による楽曲紹介後、｢いなべFM86.1｣のジングルがかかる。
- （コーナー3）『いなべ探訪』

山本がいなべ市の情報誌「Link」に掲載されている情報・お知らせを紹介する。
- 曲が流れ、山田による楽曲紹介後、｢いなべFM86.1｣のジングルがかかる。
- BGM（エレキギター調）が流れ、エンディング。
  - 生放送の場合はリスナーから、エンディング前に届いた投稿を紹介するか、フリートークが入る。
  - メールが無い場合は時間まで、パーソナリティによるフリートークが展開される。
- 放送終了の掛け声：（山本）「お相手は、山本たか代と」（山田）「山田修の山山コンビで、お伝えしました。」（二人で）『ごきげんよう』で終了。

## パーソナリティ
- 山本たか代
- 山田修